# Sauber C33
De Sauber C33 is een Formule 1-auto, die in 2014 wordt gebruikt door het Formule 1-team van Sauber.

## Onthulling
De C33 werd op 26 januari 2014 onthuld in de thuisbasis van het team in Hinwil. De auto wordt bestuurd door Esteban Gutiérrez en nieuwkomer Adrian Sutil, die van team heeft geruild met de naar Force India vertrekkende Nico Hülkenberg.
Red Bull RB10 ·
Mercedes F1 W05 ·
Ferrari F14 T ·
Lotus E22 ·
McLaren MP4-29 ·
Force India VJM07 ·
Sauber C33 ·
Toro Rosso STR9 ·
Williams FW36 ·
Marussia MR03 ·
Caterham CT05